# Іллінська церква (Київ)
Іллінська церква (Свято-Іллінська церква) — одна з найцікавіших в історичному плані храмових будівель київського Подолу з більш ніж тисячолітньою літописною історією. Вона розташована на розі вулиць Набережно-Хрещатицької та Почайнинської і є важливим архітектурним акцентом у забудові Подолу та композиційною домінантою набережної Дніпра.
Ансамбль Іллінської церкви входить до складу Державного історико-архітектурного заповідника «Стародавній Київ».

## Історія
Перша згадка про церкву сягає 945 року — преподобним Нестором Літописцем у «Повісті временних літ». Із оповіді випливає, що до середини Х століття Іллінська церква вже була вельми відомою і її можна вважати однією з перших християнських споруд Русі. Звели церкву пророка Іллі, за переказом, київські князі Аскольд і Дір. — Під час одного з візантійських походів вони побачили Божественне диво, яке їх вразило і одразу після повернення вони прийняли хрещення та збудували цей храм. Є версія, що хрещення киян в 988 році відбувалося поблизу Іллінської церкви. Після навали монголів було майже повністю зруйновано Верхнє місто і почався занепад Києва, життя якого зосередилося на Подолі. Відповідно можна робити припущення, що церква не постраждала або була відбудована. На жаль точні відомості про літописну Іллінську церкву у Києві відсутні і вона є предметом дискусій та досліджень. У переліку храмів Подолу 1613 року церква пророка Іллі відсутня і вперше вона знову згадується 1632 роком, але достеменних підстав пов'язувати її з літописною церквою немає — можливо навпаки літописна згадка дала їй назву і початок. Сучасна історія починається у 1692 році, коли стара дерев'яна церква була розібрана і на пожертви міщанина Петра Гудими спорудили новий кам'яний храм, який існує донині. 1718 року він досить сильно постраждав від пожежі і лише у 1755 році коштом полкового єсаула Павла Гудими було проведено реконструкцію храму, під час якої добудували Іоанно-Предтеченський приділ. Також були збудовані двоярусна дзвіниця і храмова брама та огорожа у стилі українського бароко, виконані видатним українським зодчим І.Г. Григоровичем-Барським. 1811 року велика Подільська пожежа знову суттєво пошкодила храм, але його досить швидко відремонтували, а у 1818 році було замінено іконостас. У ХІХ столітті стан церкви був не з найкращих. До відання храму належали лише 16 дворів, а кількість парафіян складала 130-140 осіб. У 1904 році зробили капітальний ремонт храмового комплексу, під час якого також були написані нові ікони. А 1909 року відбулося останнє оновлення храму перед більшовицьким переворотом — написано образ Покрови Пресвятої Богородиці над головним входом до церкви та 43 образи на стінах. У 30-ті роки ХХ століття церкву святого Іллі зачинили і передали київському елеватору, а з приміщення зробили склад для зерна. Під час Другої світової війни в храмі поновилися богослужіння. Після здобуття у 1991 році незалежності України відбувся новий поштовх розвитку храму, під час якого разюче змінився інтер'єр та оздоблення. Тепер у ньому також працює недільна школа для дітей та дорослих.

## Архітектура
Архітектурний ансамбль церкви складають: 
- Іллінська церква (1692 р.)
- Дзвіниця (1755 р.)
- Брама й огорожа (1755 р.)
- Мала Бурса (друга половина XVIII ст.)
- Проскурня (друга половина XVIII ст.)

За композицією Іллінська церква належить до типу українських тризрубних храмів. Церква тридільна, однобанева.
Сповідні розписи, метричні книги і клірові відомості церкви (з 1737 по 1918 рік) зберігаються в Центральному державному історичному архіві України, м. Київ (ЦДІАК України).

## Галерея

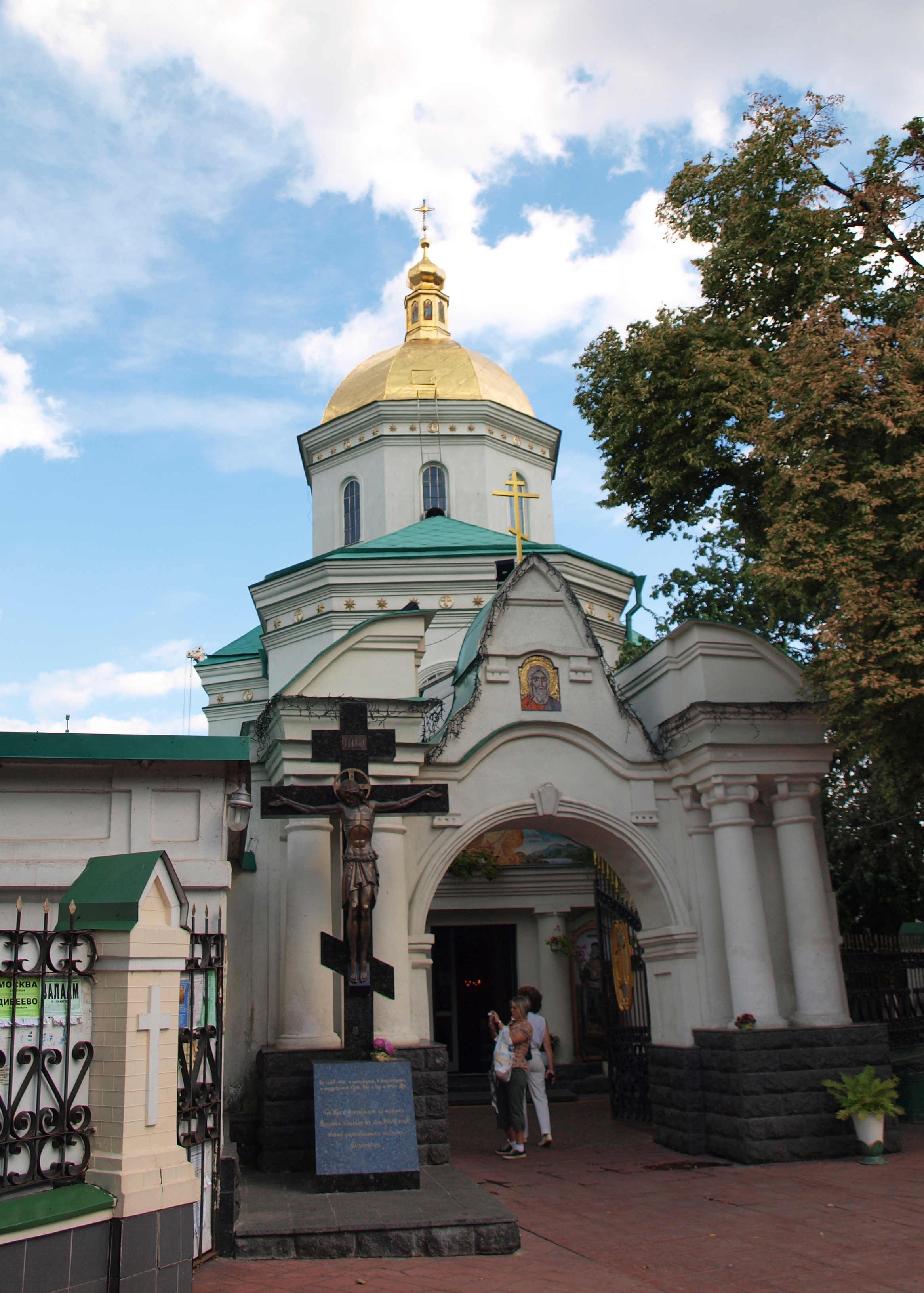
Брама
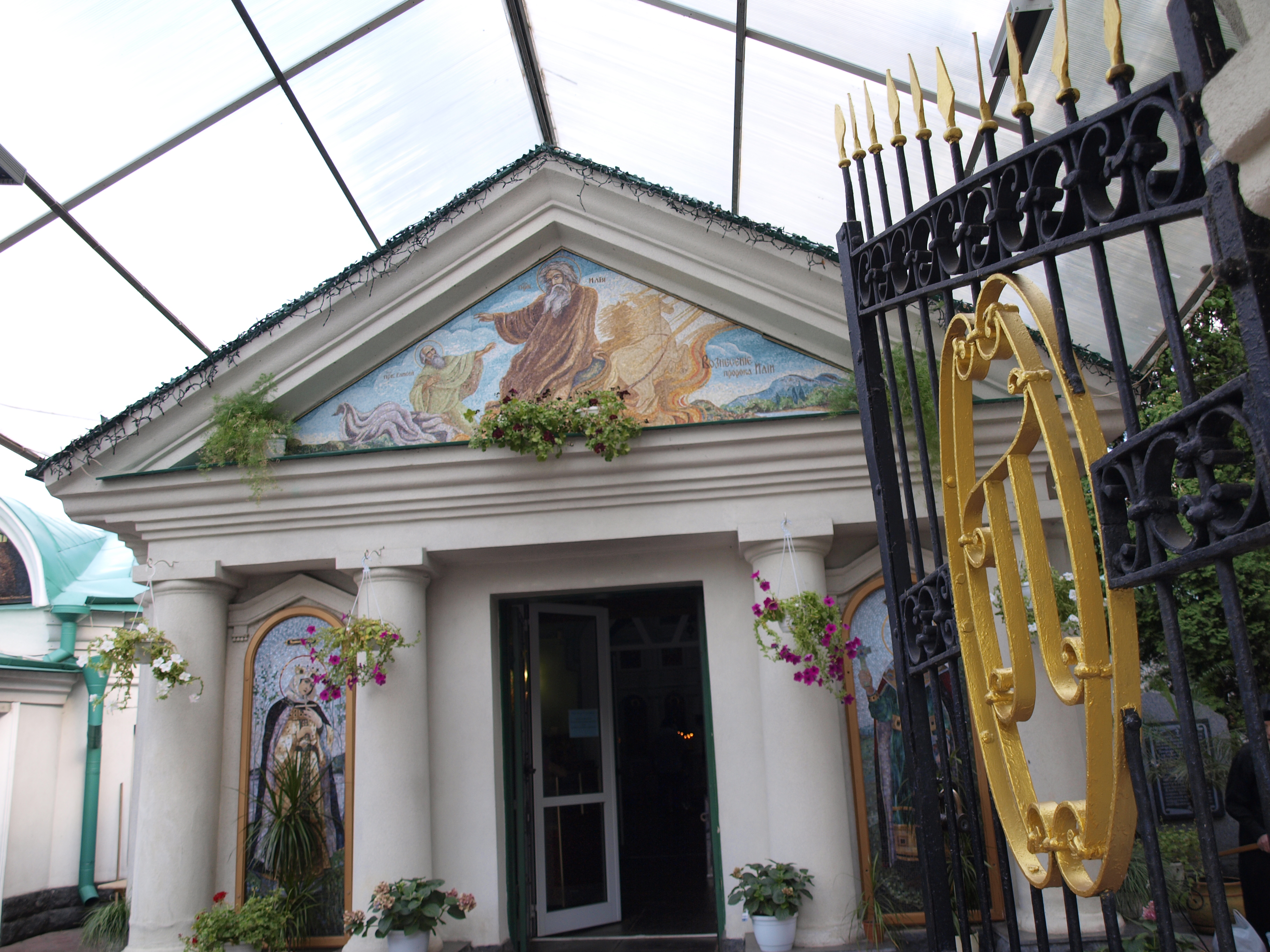
Вхід в церкву
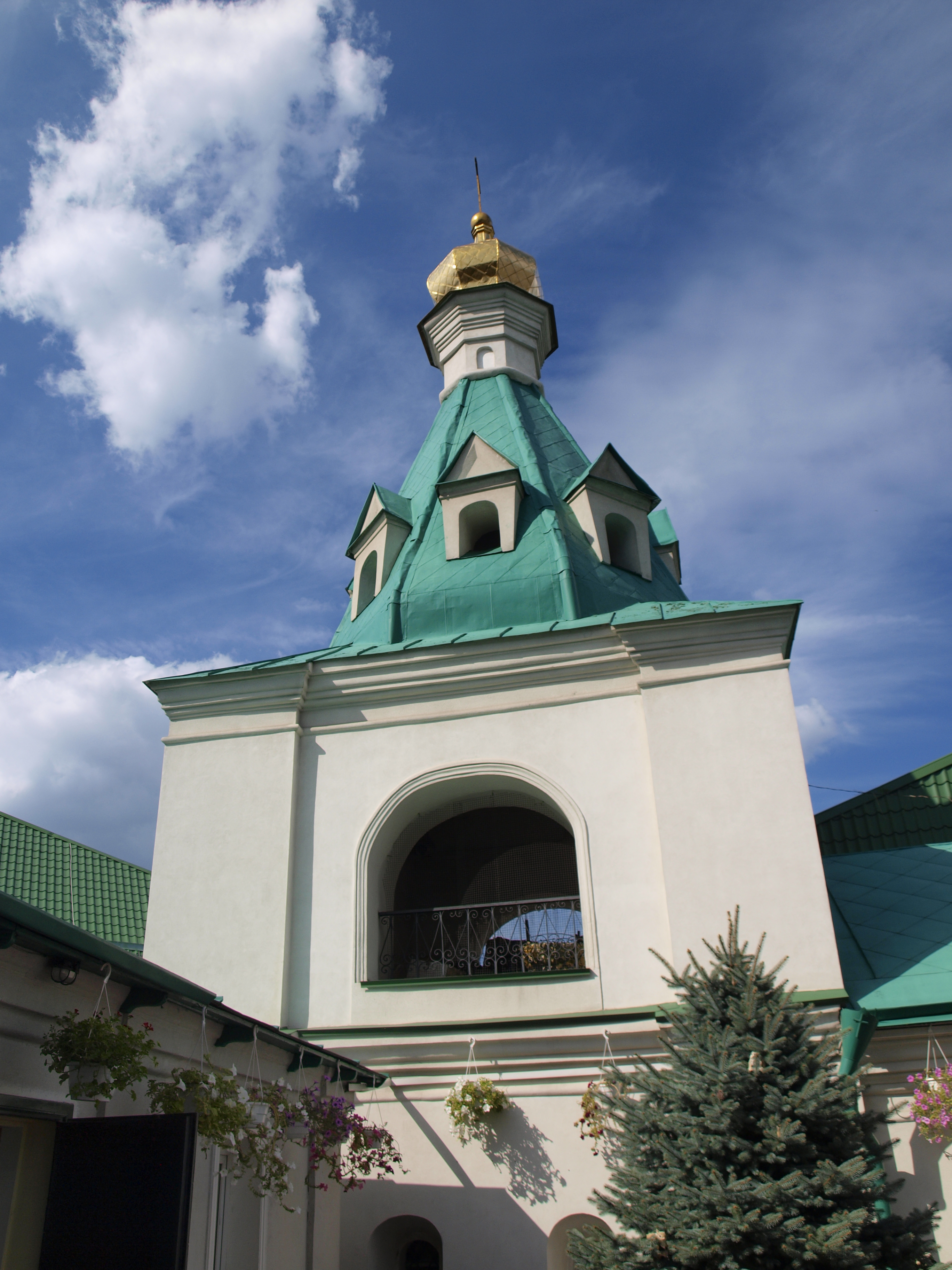
Дзвіниця
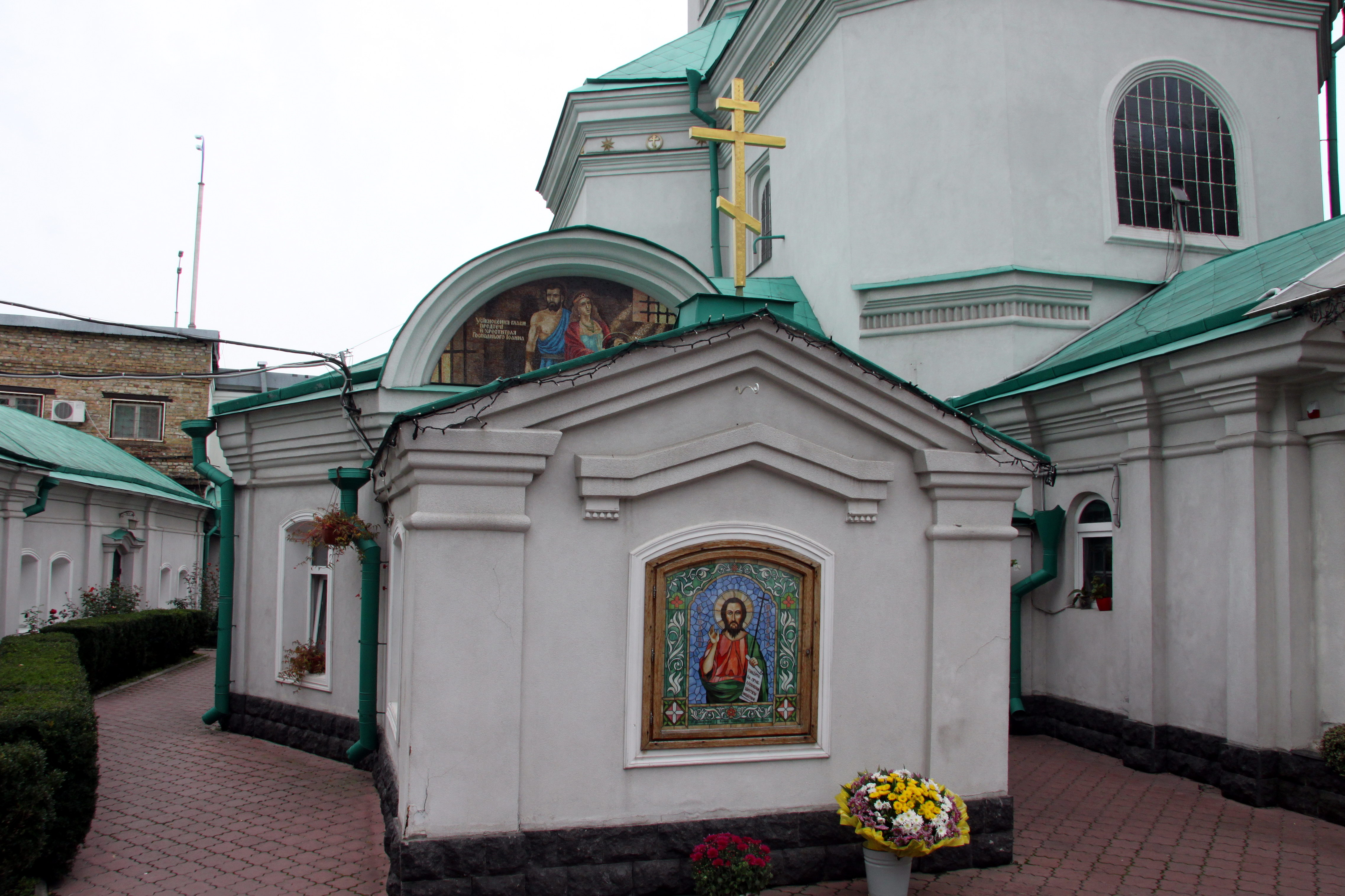
Іоанно-Предтеченський приділ
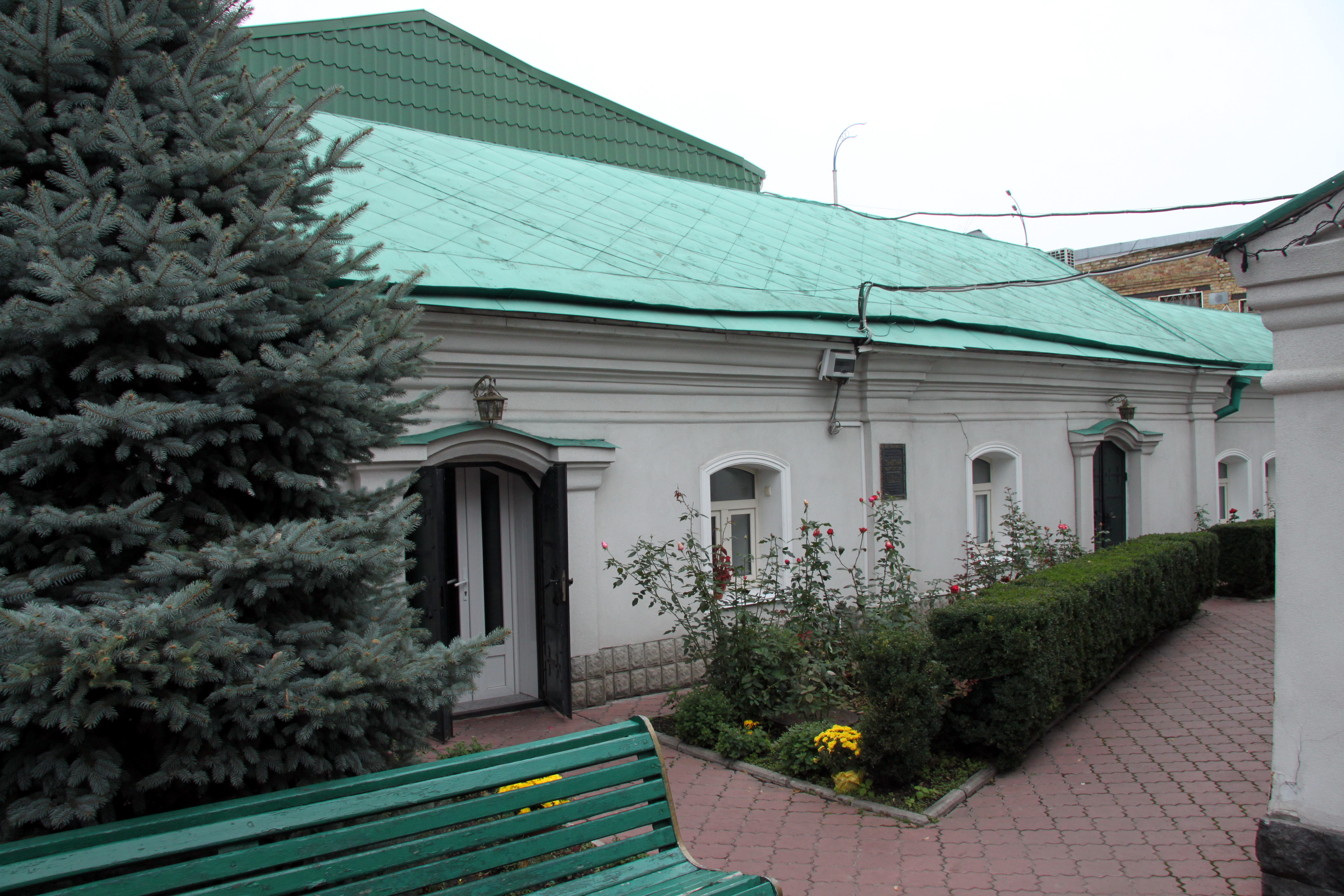
Недільна школа (Мала Бурса)
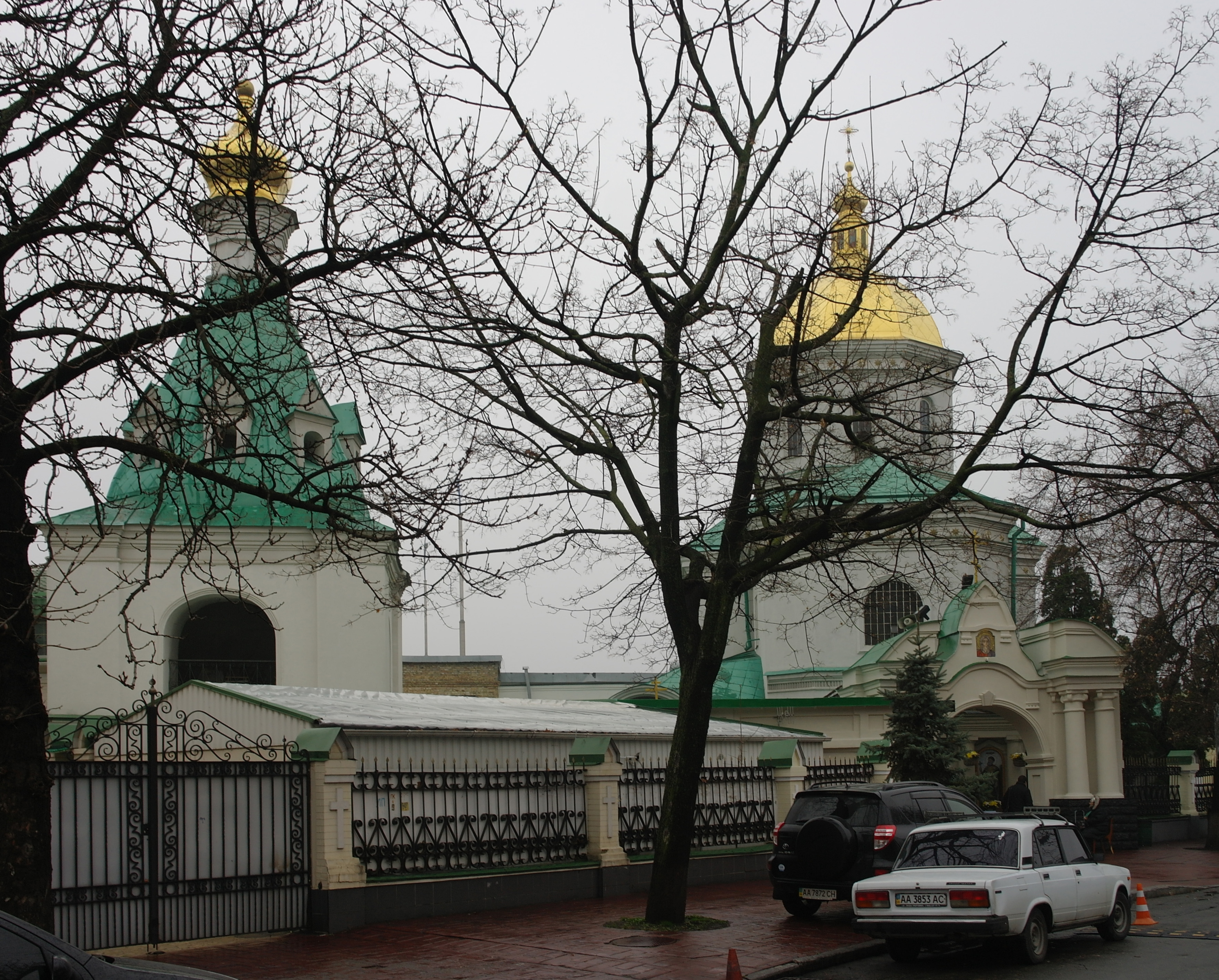
Загальний вигляд церкви з дзвіницею
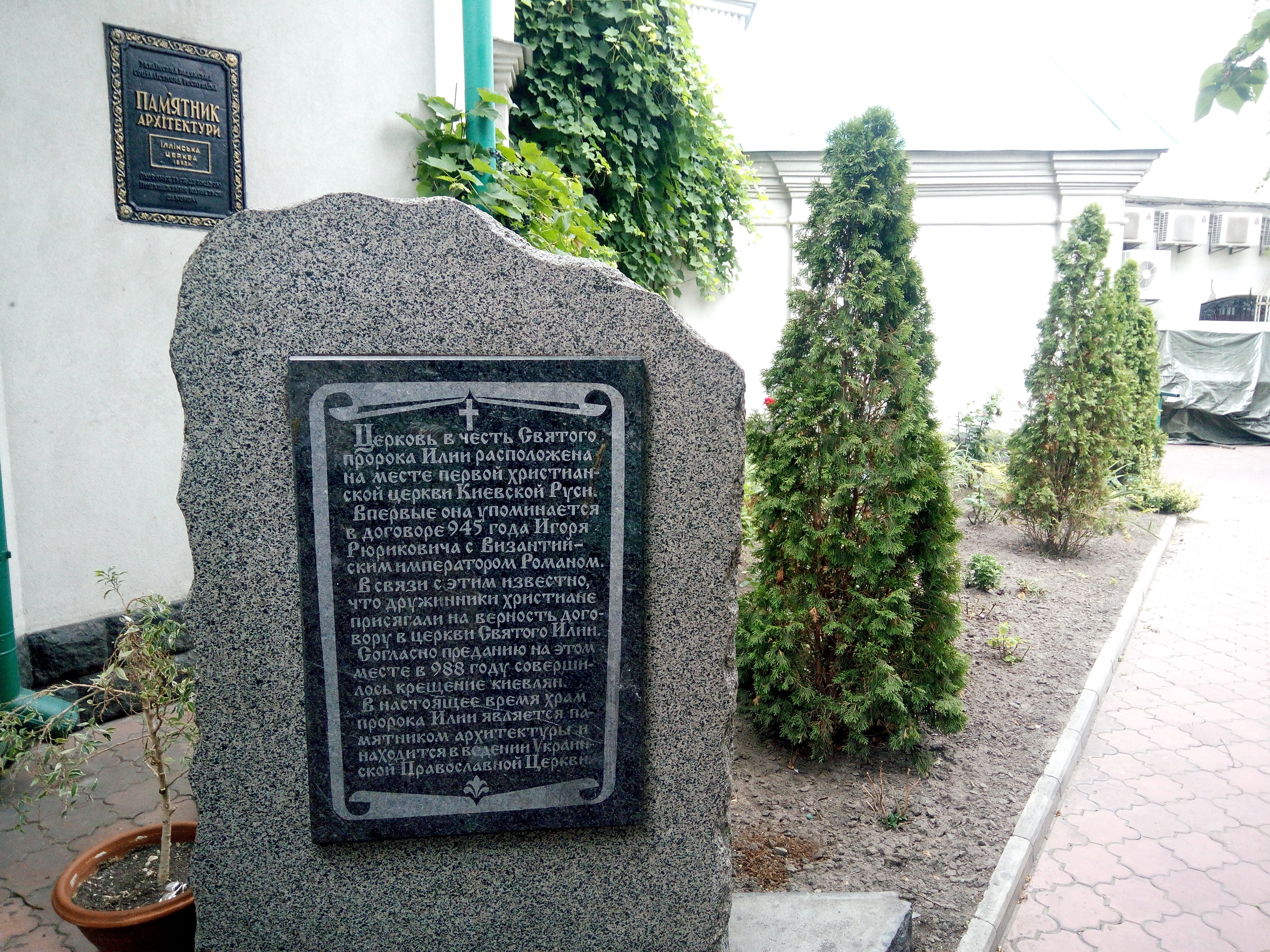
Пам`ятний камінь на честь Святого пророка Iллi